# Slagelse FH
Slagelse FH er forkortelsen for Slagelse Forenede Håndboldklubber, der er en tidligere dansk håndboldklub fra Slagelse, der senest spillede i den bedste danske damehåndboldrække pr. 2012/13 i Håndboldligaen, indtil de blev erklæret konkurs i februar 2013. Herrernes førstehold spiller i 3. division
Klubben blev med ét slag kendt, da Anja Andersen i 2000 blev træner for damernes førstehold og på ganske kort tid gjorde holdet til den første danske vinder af EHF Champions League i 2004. Anja Andersen var træner i Slagelse FH til 2008, og i en del af denne periode hed damernes førstehold Slagelse Dream Team.
Efterfølgende overtog Slagelse HK licens fra Slagelse FH. Slagelses herrehold var nede og vende i serie 1, men spiller nu i 3. division.

## Historie
Slagelse Forenede Håndboldklubber udspringer af klubberne Slagelse HK og Marievang IF, der hver for sig havde haft ganske pæn succes, især i ungdomshåndbold. Slagelse HK's damer var to gange i den daværende 1. division omkring 1990, dog begge gange kun en enkelt sæson. Herrerne førte oftest en lidt mere tilbagetrukken tilværelse i sportslig sammenhæng.
I 1997 slog de to klubber sig sammen under navnet Slagelse FH, og i starten af 2000 indgik klubben en aftale med den tidligere tophåndboldspiller Anja Andersen, der startede med at bidrage til oprykningen til 1. division. Fra starten af følgende sæson blev hun sportschef og træner med en målsætning om at skabe verdens bedste klubhold på tre år. Med Anja Andersen ved roret var klubben i stand til at tiltrække såvel sponsorer som spillere på et helt andet niveau end før, og førsteholdet rykkede i Håndboldligaen allerede i første sæson.
Det første DM vandt holdet i 2003, og det følgende år gik holdet helt til top i Champions League. Det tog altså ét år mere end planlagt. Men Slagelse FH var gennem årene fantastisk til at skaffe opmærksomhed om holdet på godt og ondt, man ændrede bl.a.navnet på holdet til Slagelse Dream Team (Slagelse DT). Slagelse FH var i stand til at tiltrække store stjerner som Camilla Andersen, Ausra Fridrikas, Cecilie Leganger og Bojana Popović. Cheftræner Anja Andersen kunne til tider med hendes temperament (som også var en af de ting, hun var kendt for som spiller) skade holdet. Den mest markante episode fandt sted i en ligakamp mod Aalborg DH i foråret 2006, hvor Anja Andersen, efter at have fået rødt kort, opfordrede sit hold til at udvandre sammen med hende. Efterfølgende gav det hende en lang og omdiskuteret karantænedom både nationalt og på europæisk plan. Dommen blev efterfølgende nedsat, men hun kunne ikke være med i de afgørende kampe om Champions League og DM. Måske derfor blev Slagelse DT i begge tilfælde slået af Viborg HK og vandt kun ligaens grundspil i sæsonen, hvilket klart ikke var tilfredsstillende for holdet ud fra dets ambitionsniveau.Anja Andersen stoppede som træner i Slagelse DT med udgangen af sæsonen 2007-2008.
Anja Andersen stoppede som træner i Slagelse DT med udgangen af sæsonen 2007-2008 for at blive træner for FC Københavns damehåndboldhold. Skiftet medførte efterfølgende en større afgang af spillere, og såvel økonomi som sportsligt ambitionsniveau blev efterfølgende neddroslet i klubben. Holdet skiftede i sæsonen 2008-2009 tilbage til navnet Slagelse FH, og denne sæson blev en stor nedtur for Slagelse mandskabet der røg ud i en truende konkurs og nedrykning til 1. division. I foråret 2009 overtog to tidligere Slagelse HK'er, Ivan Strandgaard og Helge Jeppesen, styringen af Slagelse FH og fik afværget den truende konkurs og efterfølge skabt et organisatorisk bagland der fik Slagelse FH tilbage som klub. Den nye organisation med Ivan Strandgaard i spidsen som sponsor/sportschef satte sig et mål om at være tilbage i ligaen inden tre år. Målet blev nået et år før tid og i sæsonen 2010-2011 var oprykningen til Dameligaen en realitet. Glæden varede dog kort, idet klubben i 2013 gik konkurs og blev tvangsnedrykket til 2. division. Licensen til at spille i 2. division blev overdraget til Slagelse Damehåndbold, og holdet deltog på normal vis i denne række i sæsonen 2013-14.
Holdet spiller i Antvorskovhallen, der har 1.800 siddepladser og 800 ståpladser.

## Resultater
- 2002 Vinder af Pokalturneringen
- 2003 DM guld, EHF Cup-vinder
- 2004 DM sølv, Champions League-vinder
- 2005 DM guld, Champions League-vinder
- 2007 DM guld, Champions League-vinder

## Tidligere spillere
- Camilla Andersen (2001-2004)
- Marianne Bonde (2007-2008)
- Daniella Dragojevic (2007-2009)
- Mette Gravholt (2008-2009)
- Marie Møller (2002-2004, 2005-2006, 2008-2009)
- Natascha Ohlendorff (2008-2009)
- Louise Pedersen (2007-2008)
- Rikke Schmidt (2002-2005)
- Line Hovgaard (2004-2008)
- Rikke Hørlykke (2004-2006)
- Janne Kolling (2000-2001)
- Kamilla Kristensen (2001-2007)
- Christina Krogshede (2006-2008)
- Anne Loft (2003-2008)
- Mette Melgaard (2001-2008)
- Carmen Amariei (2004-2007)
- Mia Hundvin (2001-2003)
- Cecilie Leganger (2004-2008)
- Ana Batinović (2005-2008)
- Svetlena Ognjenović (2007-2008)
- Anja Obradović (2006-2008)
- Katarina Bulatović (2007-2008)
- Bojana Popović (2002-2007)
- Maja Savić (2004-2008)
- Irina Poltoratskaya (2004-2006)
- Emiliya Turey (2005-2008)
- Stéphanie Cano (2003-2004)
- Anja Frešer (2003-2004)
- Valentina Radulović (2003-2005)
- Sarah Hargreaves (2009-2013)
- Ausra Fridrikas (2003-2005)

## Kendte trænere
- Susanne Møller (2012-2013)
- Anja Andersen (2000-2008)